# Indigo Publications
 (juillet 2008).
Indigo Publications est un groupe de presse français indépendant spécialisé dans le journalisme d'investigation. Il édite sept sites, quatre en français et trois en anglais, sous forme de publications numériques destinées à un public international. Sa filiale Indigo Editions édite la revue XXI.
Le groupe fut également membre-fondateur du Syndicat de la presse indépendante d'information en ligne, le Spiil.

## Histoire
Indigo Publications a été créé en 1981 à Paris par le journaliste Maurice Botbol. Elle défend dès son lancement un journalisme d'investigation à portée internationale.
La Lettre de l'océan Indien a été la première publication éditée par le groupe. Elle couvre la Corne de l'Afrique, l'Afrique de l'Est, l'Afrique australe et les îles de l'ouest de l'océan Indien. Au fil des années, le groupe s'est développé et a lancé de nouvelles lettres d'information comme La Lettre du Continent, orientée sur l'Afrique de l'Ouest francophone ou Maghreb Confidentiel pour l'Afrique du Nord. Des lettres sectorielles ont également été créées : Africa Mining Intelligence, Africa Energy Intelligence.
Dans les années 90, Intelligence Online, une lettre destinée au monde du renseignement d'état et privé, est lancée.
En octobre 1991, Indigo Publications intègre la lettre East Asian Affairs, une idée de Marc Mangin qui en assurera la rédaction en chef, jusqu'en octobre 1994 lorsqu'il est remplacé par Alain Barluet. La lettre, bimensuelle, publiée en français et en anglais, cessera de paraître quelques mois plus tard.
En 2007, Indigo Publications a racheté La Lettre A, une publication créée en 1978 spécialisée sur l'analyse de l'actualité politique et économique en France. Ce rachat a été suivi en 2011 par le lancement d'une rubrique Entourages, centrée sur les entourages des hommes politiques en vue de l'élection présidentielle de 2012. En 2011, Indigo Publications a opéré le rachat de PresseNews, une publication spécialisée sur la presse française, et a intégré sa rédaction dans ses équipes.
En janvier 2021, Quentin Botbol reprend la direction de l'entreprise. L'actionnariat est alors détenu par Quentin Botbol (80 %), Maurice Botbol (15,7 %) et les salariés de l'entreprise (4,3 %).
Entre 2018 et 2022, les publications du groupe passent progressivement vers un modèle quotidien et numérique pour pouvoir se développer plus rapidement. En effet, entre sur cette période, l'entreprise augmente significativement son chiffre d'affaires et passe de 35 à 80 salariés, dont 50 journalistes.
En septembre 2022, Indigo Publications lance Glitz.paris, un hebdomadaire d'enquête sur le secteur du luxe. Son rédacteur en chef est Philippe Vasset.
En octobre 2023, Indigo Publications rachète le trimestriel papier revue XXI et annonce lancer un site web début 2024. Le site est lancé le 19 février 2024.
Fin 2023 et début 2024, les salariés du groupe Indigo Publications déménagent dans l'Est parisien (plus précisément 11e arrondissement de Paris).
Le 11 septembre 2024, Le Canard enchaîné rapporte qu'Indigo Publications fait face à des difficultés financières, avec "quatre de ses cinq titres" en déficit, d'après les chiffres présentés au CSE de l'entreprise. Le journal mentionne aussi les préoccupations des représentants du personnel concernant l'achat, par la famille Botbol, d'un immeuble de bureaux à Paris pour 15 millions d'euros. Cet immeuble a été mis à disposition des médias du groupe, mais le coût du loyer a doublé par rapport à leurs anciens locaux, ce qui suscite des interrogations,.

## Modèle économique
SARL à sa création, la société est devenue une SAS en juin 2015. Elle emploie environ 90 salariés à son siège social situé à Paris, rue Montmartre dans le 2e arrondissement, ainsi qu'une centaine de pigistes dans le monde.
Son modèle économique repose sur un financement exclusif par ses lecteurs abonnés, garantissant selon elle son indépendance économique et éditoriale.

## Publications
Indigo Publications édite sept publications d'investigation et une revue :
- Africa Intelligence (éditions française et anglaise), sur les réseaux de pouvoir politiques et économiques en Afrique ;
- Intelligence Online (éditions française et anglaise), sur les services de renseignement publics et privés dans le monde ;
- La Lettre (anciennement La Lettre A), sur l'actualité politique, économique et médiatique en France[7] ;
- Glitz (édition française et anglaise), sur le secteur du luxe dans le monde ;
- XXI, revue d'enquêtes et de reportages, spécialisé dans le journalisme de récit.